# Chop Suey!
A Chop Suey! a System of a Down együttes egyik legismertebb dala. A szám a zenekar 2001-ben megjelent Toxicity albumáról származik. Eredetileg "Suicide" lett volna a cím, de később megváltoztatták, hogy "barátibbnak" hangozzon. Így a szám egy kínai ételről, pontosabban pörköltről kapta a nevét. A dal 3 perc 30 másodpercig tart. A szerzeményt sokan a SOAD egyik legismertebb művének tekintik. Más együttesek is feldolgozták már ezt a dalt (ezt angolul cover-nek hívják), valamint ki is parodizálták már tévésorozatokban is, illetve utalásokat tettek rá.
Mivelhogy a Toxicity! album nem sokkal 2001. szeptember 11. után jött ki, így a Chop Suey! szövegének egyik sora botrányos lett, majdnem be is tiltották a dalt, de végül lejátszották az amerikai rádióállomások. Pillanatok alatt a System of a Down egyik leghíresebb szerzeményévé nőtte ki magát a dal.
A dalt az American Recordings adta ki.